# واکنش دیلز–آلدر نیازمند الکترون معکوس

شکل اولیه واکنش DA _{INV} بین دی‌ان فقیر از الکترون آکرولین، و دی‌انوفیل غنی از الکترون، متیل وینیل اتر.

واکنش دیلز–آلدر نیازمند الکترون معکوس(به انگلیسی: Inverse electron-demand Diels–Alder reaction)، یا DA INV یا IEDDA  یک واکنش شیمیایی در شیمی آلی است، که در آن دو پیوند شیمیایی جدید و یک حلقه شش عضوی تشکیل می‌شود. این واکنش شبیه به واکنش دیلز–آلدر است، اما بر خلاف واکنش دیلز–آلدر (یا DA)، این واکنش یک حلقه‌زایی بین یک دی‌انوفیل غنی از الکترون و یک دی‌ان فقیر از الکترون است. در طی واکنش DA INV، سه پیوند پای شکسته می‌شود، و دو پیوند سیگما و یک پیوند پای جدید ایجاد می‌شود. شکل اولیه واکنش DA INV در سمت چپ نشان داده شده‌است.
واکنش‌های DA INV اغلب شامل ترکیبات ناجوراتم(هترواتم) هستند و می‌توان از آنها برای ساخت ترکیبات ناجورحلقه (هتروسیکلیک) استفاده کرد. این امر باعث می‌شود تا واکنش DA INV به ویژه در سنتز محصولات طبیعی، جایی که ترکیبات هدف اغلب ناجورحلقه هستند، مفید باشد. اخیراً، از واکنش DA INV برای سنتز نوعی از سامانه‌های دارورسانی که سرطان پروستات را هدف قرار می‌دهد، استفاده شده‌است.